# مری کلود پتی
مَری کلُود پُتی (متولد ۱۶۷۳) زنی فرانسوی که قمارخانهٔ موفقی را در پاریس اداره می‌کرد. هنگامی که سفیر جدید فرانسه در ایران به بودجه نیاز داشت، پتی هزینه سفر او را تأمین کرد و با او به ایران سفر کرد. پس از مرگ ناگهانی سفیر، پتی به عنوان سفیر خودخوانده با رجال صفوی دیدارهای دیپلماتیک انجام داد. او سپس به فحشا، ارتداد و اقدام به قتل متهم شد و به زندان افتاد.

## زندگی در پاریس
پتی در سال ۱۶۷۳ در مولن فرانسه در یک رفوگری و رختشوی‌خانه متولد شد.
او در دههٔ بیستم زندگی خود، به پاریس نقل مکان کرد، و یک قمارخانه، بین مازارین و خیابان دوفین را اداره کرد. پتی با تلاش‌هایش در قمارخانه بسیار ثروتمند شد.
در سال ۱۷۰۲، پتی با ژان باپتیست فابر (حدود ۱۶۵۰–۱۷۰۶) که به تازگی توسط لوئی چهاردهم به عنوان سفیر فرانسه در ایران منصوب شده بود ملاقات کرد. پژوهشگران معتقدند که این دو احتمالاً همسایه بوده یا اینکه فابر از مشتریان ثابت قمارخانه بوده‌است. فابر سی سال از پتی بزرگتر بود. او برای سفر خود به بودجه نیاز داشت و پتی هشت هزار لیور به صورت نقدی به او قرض داد، در حدود ۴۵۰٫۰۰۰ دلار به دلار آمریکا در سال 2020. پتی تصمیم گرفت با فابر به ایران سفر کند تا مطمئن شود که پولش را باز پس خواهد گرفت. محققان معتقدند که احتمال دارد پتی این سفر را به عنوان یک فرصت تجاری دیده‌است.

## فارس

### سفر به ایران (۱۷۰۵–۱۷۰۶)

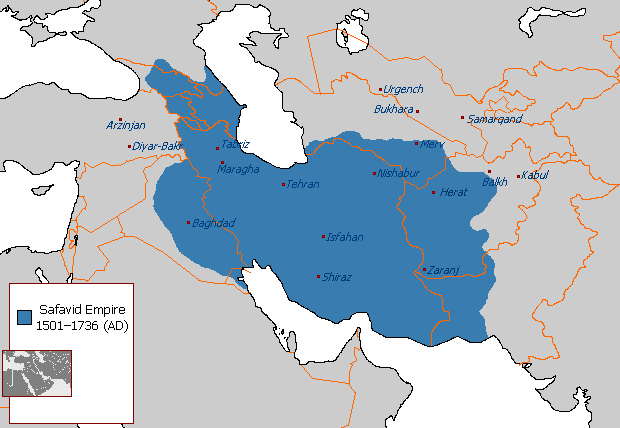
ایران صفوی

پتی و فابر در ۲ مارس ۱۷۰۵ سوار کشتی تریدان در تولون فرانسه شدند در سفر خود در اسکندرون و حلب توقف کردند. در حلب طلبکارانی وجود داشتند که فابر به آنها بدهکار بود اما قادر به پرداخت آنها نبود. پتی دو هزار لیور دیگر به او قرض داد. آنها با مشکلات بیشتری روبرو شدند که سعی کردند حلب را ترک کنند، در حالی که مقامات اجازه خروج از آن را نمی‌دادند. آنها با همسر فابر، آنه کاتارو در قسطنطنیه تماس گرفتند تا از سفیر فرانسه در آنجا، شارل دو فریول، مجوز عبور دریافت کنند. فابر و پتی در نهایت به قسطنطنیه سفر کردند و بیش از یک ماه در آنجا ماندند.
سرانجام، در ژوئن ۱۷۰۶، پس از سفر در لباس مبدل به عنوان بازرگان، به ایروان در سرزمین آن زمان ایران رسیدند. ناگهان، در ۱۶ اوت ۱۷۰۶، تنها چند ماه پس از ورود آنها، فابر احتمالاً در اثر مسمومیت در حین شکار درگذشت.

### سفیر (۱۷۰۶–۱۷۰۹)

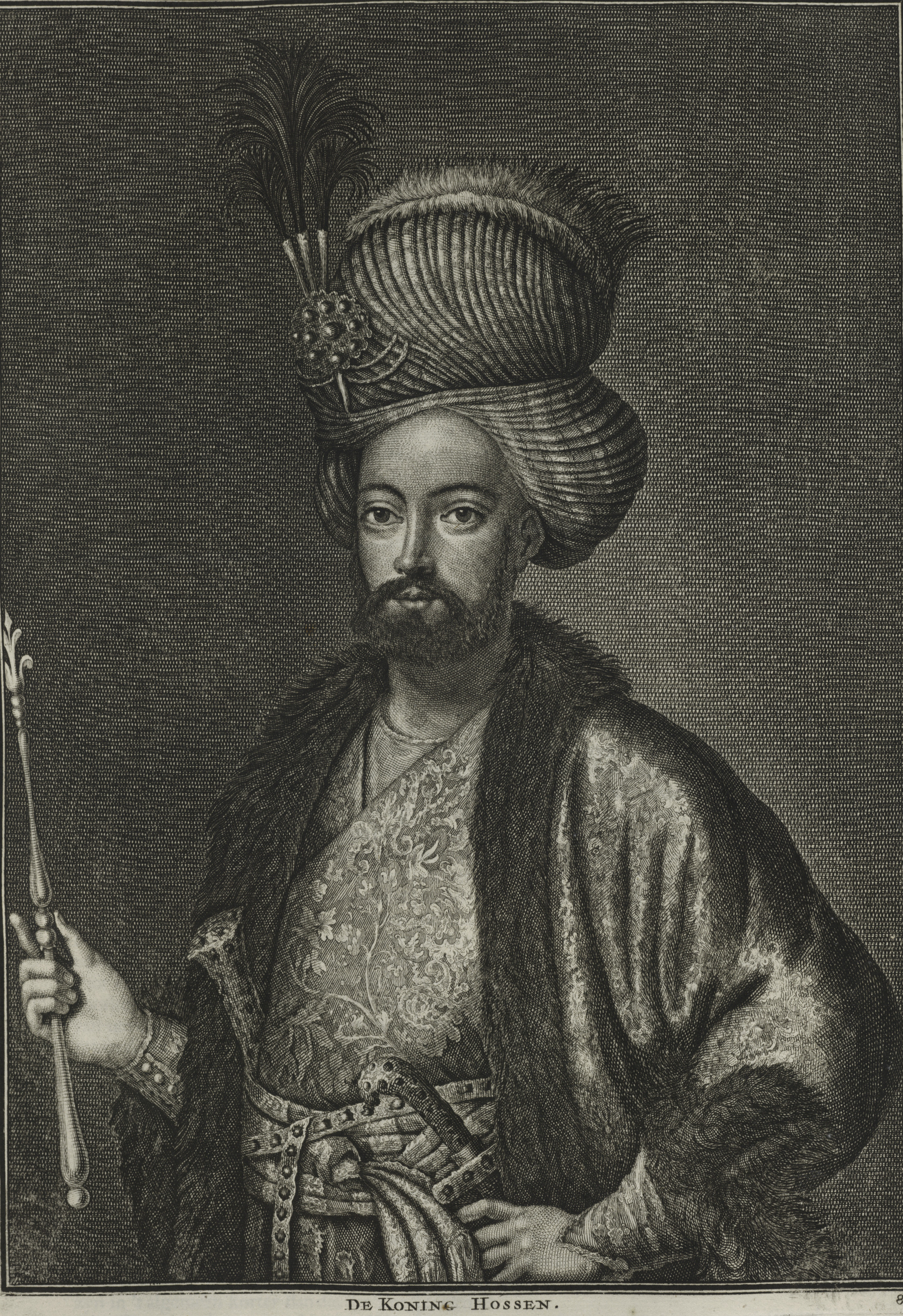
شاه سلطان حسین

وقتی فابر درگذشت، پتی وظایف دیپلماتیک در منطقه را بر عهده گرفت. او با خان ایروان، فرماندار استانی منطقه، ملاقات کرد تا بر سر بازگرداندن وجوهش از فابر با او مذاکره کند، زیرا اموال فابر پس از مرگ وی تحت کنترل خان بود پتی خود را به عنوان «نماینده شاهزاده خانم‌ها» سفیر فرانسه اعلام کرد. در طول سه سال بعد، او به انواع تلاش‌های دیپلماتیک پرداخت و به گرمی مورد استقبال مقامات ایرانی قرار گرفت.
هنگامی که در ایروان بود، از طرف یک یسوعی محکوم به اعدام درخواست عفو کرد، حتی پیشنهاد کرد که در کنار او بمیرد، بنابراین خان او را آزاد کرد. هنگامی که شاه سلطان حسین، از این موضوع مطلع شد، از پتی درخواست ملاقات کرد و او در دسامبر ۱۷۰۶ برای ملاقات با شاه به قزوین رفت به گفته پتی، شاه اقدامات دیپلماتیک پتی را به جای فابر مشروع تلقی کرده و به گرمی از او استقبال کرد و او را عاملی برای مأموریت دیپلماتیک دانست.

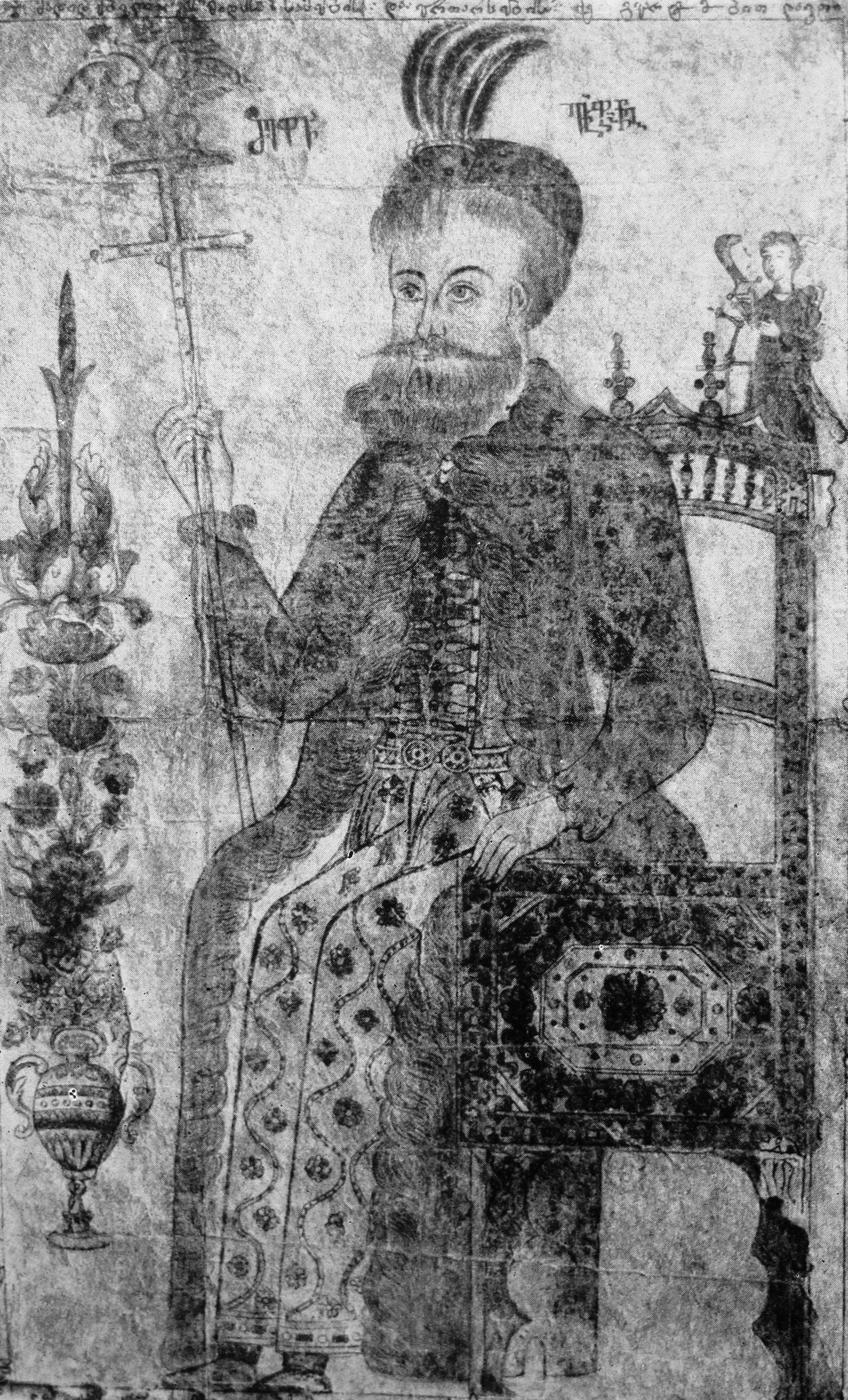
واختنگ ششم کارتلی

پس از ملاقات با شاه، در ژوئیه ۱۷۰۷ به دربار واختانگ ششم، والی/پادشاه کارتلی در گرجستان صفوی رسید و مورد استقبال قرار گرفت و چند ماه در آنجا ماند. نایب السلطنه ایران به پادشاه لویی چهاردهم نامه نوشت و عملکرد پتی را مثبت توصیف کرد و ایمان کاتولیک و مهارت‌های دیپلماسی او را تأیید کرد. به عقیده منتقدان معاصر، ایران و گرجستان محیطی را برای پتی فراهم کردند تا اقدامات دیپلماتیک انجام دهد و در عین حال مورد احترام دولت‌های محلی هم باشد.
وقتی دیگر دیپلمات‌ها و مبلغان فرانسوی از اقدامات پتی با خبر شدند از عملکرد او عصبانی شدند. آنها پتی را متهم کردند که روسپی یا صیغه فابر بوده‌است و مدعی شدند که دولت صفوی تنها به دلیل اغواگری‌هایش از او استقبال کرده‌است.
مخالفان پتی او را به چیزهای زیادی متهم کردند و ادعاهای بی اساس کردند. آنها او را فاحشه، اغواگر، مرتد، قاتل، دزد و خیانتکار می‌نامیدند. شایعاتی در مورد اقدامات دیپلماتیک او در ایران و گرجستان پخش شد و نشان داد که او فقط از طریق اغواگری می‌توانسته در آنجا نفوذ داشته باشد. بسیاری از منابع تجربیات او را از دیدگاه مخالفانش توصیف می‌کنند تصویری منفی از او به نمایش می‌کشند. او بارها متهم شد که نه تنها معشوقه فابر، بلکه معشوقه شاه سلطان حسین، خان ایروان، و واختانگ ششم نیز بوده‌است.
مبلغان مسیحی در ایران علناً او را تأیید نمی‌کردند و نگران شهرت کاتولیک‌های ایران بودند و او را به سوء رفتار جنسی متهم می‌کردند. به دلیل اینکه امامقلی بیگ، رابط پتی با مبلغان مسیحی در آن منطقه مخالف بود، اعتقادات کاتولیک پتی نیز تحت‌الشعاع قرار گرفت.

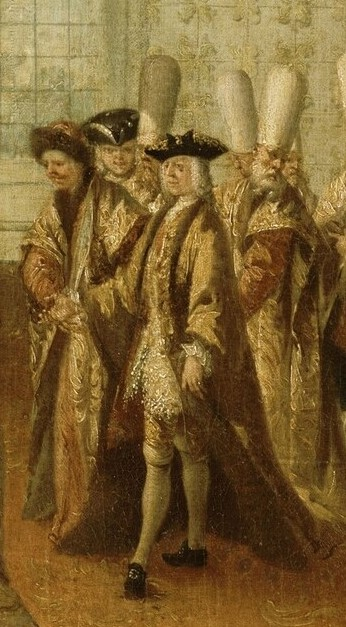
شارل دو فریول (۱۶۵۲–۱۷۲۲) بین ۱۷۰۳ و ۱۷۱۱

دو مخالف اصلی او در قلمرو سیاسی شارل دو فریول، سفیر فرانسه در قسطنطنیه، و منشی او پیر ویکتور میشل بودند. هنگامی که فریول خبر مرگ فابر را شنیدند، میشل را به ایران فرستاد تا سفیر آنجا شود، اگرچه لویی چهاردهم در آن زمان او را تعیین نکرده بود، اما فریول ادعا کرد که میشل را فرستاده تا مشروعیت را به مأموریت دیپلماتیک بازگرداند. این دو مرد پتی را به ایجاد رسوایی در ایران و ارتکاب جنایات جنسی غیرقانونی متهم کردند. آنها همچنین پتی را به ترور فابر متهم کردند. فریول او را به عنوان «شیری توصیف کرد که در مرکز آسیا، مذهب کاتولیک و اعتبار ملت فرانسه را ویران کرد» توصیف کرد.
میشل سرانجام پس از ماه‌ها جستجوی پتی را پیدا کرد و گفت که وقتی او را در تبریز پیدا کرد، سعی کرد به او تجاوز کرده و او را بکشد. میشل توانست جای پتی را بگیرد و مدعی شد که اعتبار فرانسه در ایران را که به اعتقاد او توسط پتی لکه‌دار شده بود، بازیابی می‌کند. او استدلال کرد که همه نابسامانی‌ها و رسوایی‌ها در مأموریت دیپلماتیک توسط او ایجاد شده‌است. این در حالی است که پتی پس از اینکه به ایران آمده بود، به حضور شاه دعوت شد، اما میشل دو سال پس از ورودش توانست به حضور شاه برسد.
میشل پتی را به فرانسه فرستاد. در راه بازگشت به فرانسه، به قسطنطنیه سفر کرد، و مجبور شد پیش از سوار شدن به کشتی اینترپرایز، و بازگشت به فرانسه، چند ماه با فریول بماند و با مشکلات جسمی مانند سنگ کلیه و سل مبارزه کند.

## زندان (۱۷۰۹–۱۷۱۳)
پس از بازگشت به فرانسه، پتی با حکم سلطنتی بازداشت شد و از ۱۷۰۹ تا ۱۷۱۳ به اردوگاه پناهندگان در مارسی منتقل شد، جایی که بیشتر روسپی‌ها، زنان و بردگان در آنجا نگهداری می‌شدند. وقتی از اردوگاه خارج شد حدوداً ۳۵ سال داشت. او به مسموم کردن فابر، ترک مذهب کاتولیک، فحشا و تلاش برای ترور میشل متهم شد. پتی از طریق چندین دادگاه و شکایت با این اتهامات مبارزه کرد و ادعا کرد که همه این اتهامات بی اساس بوده و توسط میشل و فریول در تلاش برای لکه‌دار کردن شهرت او مطرح شده‌است. او در محاکمه‌های خود، نامه‌هایی از واختانگ ششم را در حمایت از خود نشان داد و نامه‌هایی از طرف بیوه فابر، آن کاتارو، ارائه کرد.
وکیل پتیت استدلال کرد که پتیت به عنوان سفیر واجد شرایط است. او استدلال کرد که تلاش‌های او برای نجات فرانسوی محکوم به اعدام نشان دهنده مهارت‌های او به عنوان یک مذاکره کننده است. خود پتی برای دفاع از شهرت خود به لویی چهاردهم نامه نوشت. او دعوای متقابلی را علیه میشل به دلیل بدهی که از فابر داشت به راه انداخت. او همچنین میشل را به تلاش برای قتل و تجاوز به او در مواردی که هنوز در ایران بودند متهم کرد. در طول محاکمه، او به جای عفو، عدالت خواست.
پتی مکرراً به لوئیس دو پونچارتن، صدراعظم فرانسه که حکم بازداشت او را امضا کرده بود، نامه می‌نوشت تا پرونده و وضعیت او را در ذهنش تازه نگه دارد. او خود را به عنوان «قهرمان دو جانبه» یا قهرمان ایرانی توصیف کرد و زندانی شدنش را نادرست دانست.
پتی با شرایط سخت زندان مبارزه کرد. اردوگاه بسیار شلوغ و کمبود غذا به شدت محسوس بود. پتی در دوران زندان همچنان به سنگ کلیه دچار بود. او احتمالاً در سال ۱۷۰۹ از زندانبان خواست کلیدها را به او تحویل دهد، و به ترتیب شورشی در زندان به راه انداخت و با پلیس تماس گرفت. او بر روی یکی از افسران پرید. و سایر زندانیان را تشویق کرد که به او بپیوندند و به زودی شورش کامل شد.
او به مدت سه سال در زندان بود تا اینکه حکم یک سال دیگر زندان را دریافت کرد. او در سال ۱۷۱۳ آزاد شد.

## زندگی بعدی
پس از آزادی، پتی در نهایت در سال ۱۷۱۵ به پاریس بازگشت و تمام ثروت و دارایی خود را از دست داد. در سال ۱۷۱۹، او توانست جلسه دادرسی برای ابطال تمام قضاوت‌های پیشین را به دست آورد. اطلاعات کمی در مورد زندگی بعدی او وجود دارد، اما حدس زده می‌شود که او مدتی پس از آزادی از زندان در چهل سالگی درگذشته باشد.

## میراث
برای قرن‌ها داستان ماری پتی روایت می‌شد اما به‌عنوان داستانی برای رمان‌ها به جای تحلیل تاریخی تلقی می‌شد. رمان‌ها شامل:
- کلارتی، ماری پتی؛ رمانی ماجراجویانه از ۱۷۰۵(پاریس: کتابفروشی مولیر، ۱۹۰۴).
- اورنچ، ال و کوکت، اچ. برلاندر سفیر پادشاه خورشید. تاریخ رومی (پاریس: نسخه‌های نوولز لاتین، ۱۹۴۵).
- گرس، یو. برلاندر زیبا: سفیر در ایران (پاریس: انجمن قاره ای نسخه‌های مصور مدرن، ۱۹۷۳).
- شولر، جی. ماری در اصفهان (پاریس: لافونت، ۱۹۹۲).

پتی از تجربیات خود در ایران نوشت و آنها را برای رمان‌نویس آلن رنه لوساژ فرستاد. با این حال، زمانی که پونچارتین این موضوع را شنید، به لوساژ نامه نوشت و از او خواست که درخواست پتی را برای بازنویسی و انتشار خاطراتش رد کند. و و در نهایت نسخه خطی اصلی پتیت گم شد.

## ترجمه در ایران
کتابی که ایوان گرس با عنوان برلاندر زیبا: سفیر در ایران، نوشت؛ در سال ۱۳۷۰ با عنوان «سفیر زیبا: سرگذشت و سفرنامهٔ فرستادهٔ فرانسه در دربار شاه سلطان حسین صفوی» توسط علی اصغر سعیدی ترجمه و توسط انتشارات تهران به چاپ رسید.